# Jarzębowo

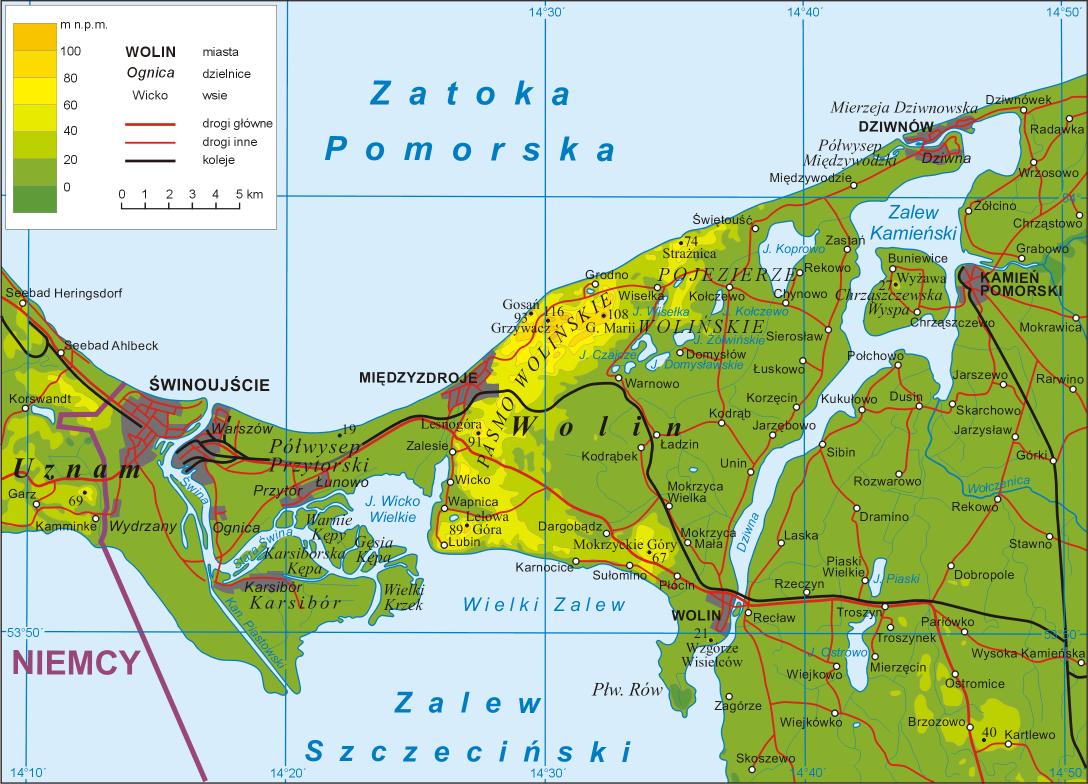
Mapa wyspy Wolin z zaznaczonym Jarzębowem

Jarzębowo (niem. Jarmbow) – wieś w Polsce położona w województwie zachodniopomorskim, w powiecie kamieńskim, w gminie Wolin.

## Położenie
Miejscowość leży na zachodnim brzegu Dziwny, przy drodze powiatowej 006Z Wolin – Unin – Międzywodzie, około 8 km na północ od Wolina i około 12 km na południe od Międzywodzia. 

## Historia
Dawniej istniała tu osada, która za czasów Wolinian miała charakter grodu obronnego. Należała do systemu strażnic ubezpieczających stolicę w Wolinie.
W latach 1975–1998 miejscowość administracyjnie należała do województwa szczecińskiego.

## Edukacja
Dzieci z Jarzębowa uczęszczają do Szkoły Podstawowej im. Bolesława Chrobrego w Kołczewie, starsza młodzież uczy się w Gimnazjum Publicznym w Sierosławiu.
- Wrota Wolina